# Любеля
Любеля (укр. Любеля) — село в Жолковской городской общине Львовского района Львовской области Украины.
Население по данным 2024 года составляло 1445 человек. Занимает площадь 9,993 км². Почтовый индекс — 80331. Телефонный код — 3252.